# Просекова, Светлана Николаевна
Просекова Светлана Николаевна (27 апреля 1940 г., Волоколамск, Московская область) — советский и российский библиотечный, культурный деятель; кандидат педагогических наук; заслуженный работник культуры РФ (2001); детская писательница.

## Биография
В 1975 году окончила Московский Государственный институт культуры (МГУКИ).
В 1981 году стала кандидатом педагогических наук.
С 1965 по 1995 годы работала в Государственной библиотеке им. Ленина (РГБ) на следующих позициях: младший библиограф, библиограф, редактор научно-исследовательского отдела библиотековедения и теории библиографии, младший научный сотрудник.
С 1996 по 2009 годы работала директором Центральной городской публичной библиотеки им. Н. А. Некрасова.
С 2002 года — главный редактор информационно-методического журнала «Вестник библиотек Москвы».
С 2006 года — член Редакционного совета информационно-аналитического журнала «Университетская книга».
В качестве директора библиотеки им. Н. А. Некрасова уделяла много внимания межнациональным отношениям в обществе через призму библиотечных связей.
По завершении профессиональной деятельности стала писать детские книги.

## Заслуги
- Разработка программы «Москва многонациональная», в рамках которой проводились мероприятия, посвящённые толерантности и противодействию насилию.
- Систематизация опыта работы библиотеки с людьми с ограниченными возможностями:[6][нет в источнике]

«В работе у нас есть два основных принципа — это обеспеченность и доступность». — Светлана Просекова
- Библиотека им. Н. А. Некрасова в годы управления Просековой в течение многих лет вела социально направленную программу, в рамках которой сёлам, малым городам, воинским частям, тюрьмам и т. п. направлялись книжные дары (в год более 100 тыс. книг)[7][нет в источнике].

Светлана Николаевна была организатором и руководителем нескольких проектов ЮНЕСКО, посвящённых развитию информационно-библиотечного дела. В течение многих лет возглавляла Межрегиональный центр библиотечного сотрудничества при комиссии РФ по делам ЮНЕСКО.
Опыт библиотечной работы почти 45 лет.

### Членство
- член общества друзей Александрийской библиотеки (Александрия, Египет)
- член Попечительского совета Российского Парламентского клуба[8]

## Семья
Отец — Николай Кузьмич Хромов. Предки по линии отца — купцы: Кузьма Ефимович Хромов — известный московский купец. Мать — Екатерина Владимировна Васильева. Предки по линии матери — мещане.
Муж (второй брак) — Соколов Валерий Николаевич, офицер запаса.
Дети: дочь Ольга, 1959 г. р. и сын Валерий.

## Награды и премии
- Заслуженный работник культуры Российской Федерации (23 декабря 2001 года) — за заслуги в области культуры и многолетнюю плодотворную работу[9].
- Благодарность Министра культуры и массовых коммуникаций Российской Федерации (14 апреля 2005 года) — за большой личный вклад в организацию библиотечного дела и в связи с юбилейной датой со дня рождения[10]
- Диплом «Памятная золотая медаль» «Пальмовая ветвь мира» ЮНЕСКО, 2000 г.;
- Медаль «К 60-летию освобождения г. Одессы от фашистских захватчиков»;
- Памятная медаль «К 100-летию М. А. Шолохова»;
- Удостоверение Ассамблеи народов России, 2005 г.;
- Победа на X Всероссийском конкурсе «Женщина-директор года» (2007) г.[11]
- Благодарность Мэра Москвы, 2004 г.;
- Почётный диплом «За выдающийся вклад в профессиональное библиотечное движение в России» (2005 г.) Российской библиотечной ассоциации[12];
- Грамоты Министерства Культуры РФ;
- Грамота Правительства Москвы.

## Сочинения
- более 100 научных трудов (на научную, научно-методическую и библиоведческую тематику);
- Светлана Просекова. «Добро творит чудеса. Рассказы и сказки о тех, кто рядом с нами». — Издательство: У Никитских ворот, 2020 г. ISBN 978-5-00095-991-6